# Theodor Buddenbrock

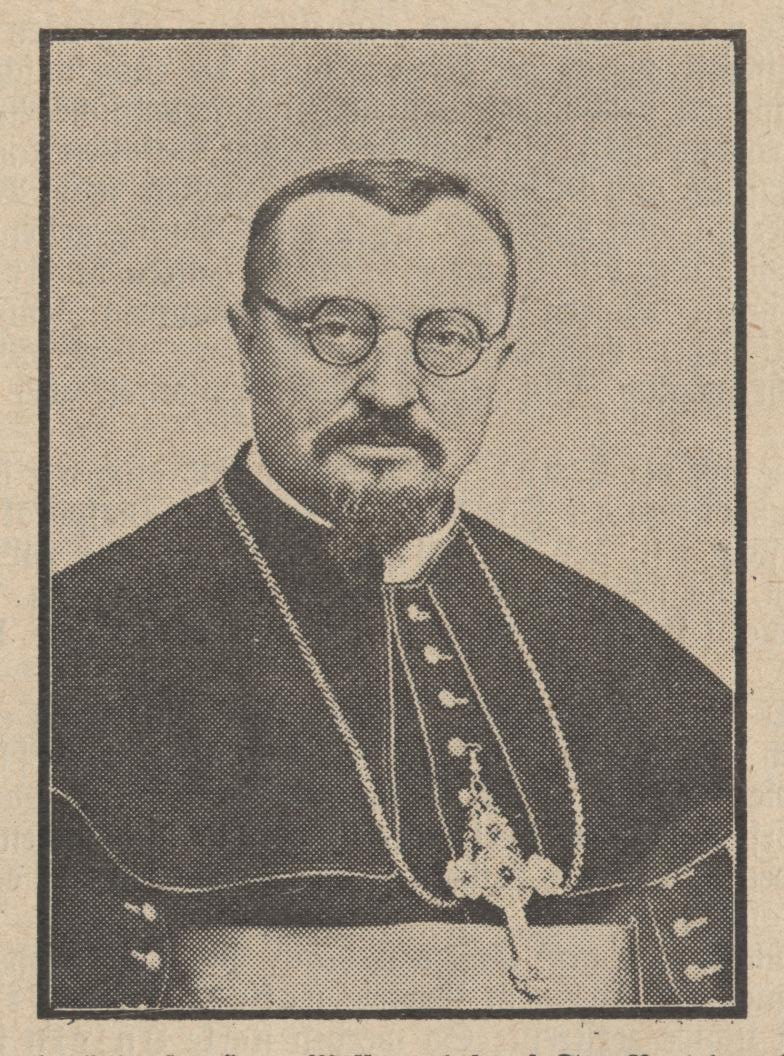
Bischof Theodor Buddenbrock, um 1925

Theodor Buddenbrock SVD (* 12. Juni 1878 in Lippramsdorf; † 18. Januar 1959 in Süchteln) war ein deutscher römisch-katholischer Erzbischof und China-Missionar.

## Leben
Theodor Buddenbrock wurde 1892 von Arnold Janssen auf das interne Gymnasium im Missionshaus St. Michael in Steyl als Schüler aufgenommen. 1901 trat er in den Missionsorden der Steyler Missionare ein, studierte im Missionshaus St. Gabriel bei Wien Philosophie und Theologie und empfing dort am 24. Februar 1905 die Priesterweihe.

### Chinamissionar
Man entsandte ihn im Jahr 1905 in die China-Mission des Ordens nach Süd-Shantung. Dort wirkte er mit großem Eifer als Kaplan bei P. Georg Froewis SVD (1865–1934). 1909 versetzte ihn Bischof Augustin Henninghaus SVD nach Shanshien, einer Station, die ganz im Westen der Mission lag.
Er war befreundet mit dem später heiliggesprochenen Josef Freinademetz und es sind noch Teile der Korrespondenz beider Chinamissionare erhalten. So bittet Freinademetz 1907, in einem Brief, Pater Buddenbrock um sein Gebet, da er sein Ende nahen fühlt:

„Meine Jahre neigen stark und mit Riesenschritten dem Ende zu. Da fühlt und bedauert man so recht sehr, dass man eine so lange und gnadenreiche Reihe von Lebensjahren nicht besser in vinea domini – im Weingarten Gottes – verwendet; möchte man wenigstens zur elften Stunde aufwachen und mit ganzer Kraft schaffen solange es noch Zeit ist. Ihr frommes Gebet hilft mir.“

### Apostolischer Vikar von Lanchowfu (Lanzhou)
Pater Buddenbrock avancierte 1923 zum Apostolischen Administrator (ohne Weihegewalt), 1924 zum Apostolischen Vikar des nunmehrigen Vikariates (Diözese auf Probe) Kansu West, das ab dem 3. Dezember 1924 Lanchowfu hieß. Gleichzeitig erhielt Theodor Buddenbrock die Ernennung zum Titularbischof von Issus. Die Bischofsweihe spendete ihm am 7. Juni 1925 der Apostolische Delegat in China, Erzbischof Celso Costantini (später Kardinal) in Yenchowfu (Yanzhou); Mitkonsekratoren waren die Apostolischen Vikare von Yanzhou und Jinan, Bischof Augustin Henninghaus SVD und Bischof Adalbert Schmücker OFM.

### Erdbebenkatastrophe 1927
Am 27. Mai 1927 wurde Kansu durch ein Erdbeben heimgesucht, das durch seine zerstörerische Wirkung viele Menschenleben kostete und die Häuser der Menschen und der Mission zerstörte. Bischof Buddenbrock und seine Missionare richteten mehrere dringende Hilfsappelle nach Europa, um die größten Schäden wieder beheben zu können.

### Heimatbesuch 1930
1930 befand sich Bischof Buddenbrock in der Heimat und nahm im September am deutschen Katholikentag in Münster teil. Hier hielt er im Dom eine Ansprache an die Kinder und erzählte ihnen über China.

### Buddenbrock ruft die Barmherzigen Brüder von Trier

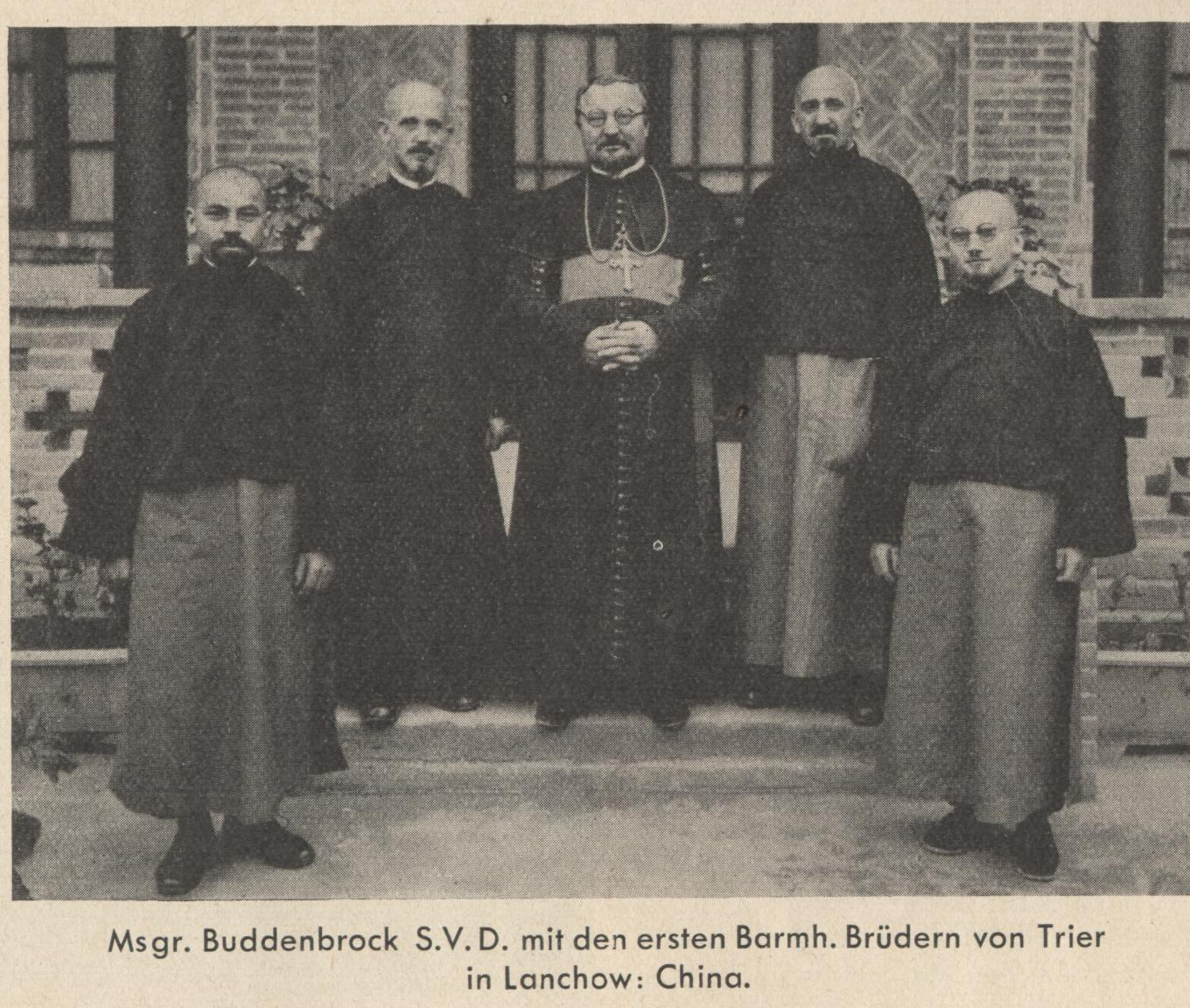
Bischof Theodor Buddenbrock mit den ersten Barmherzigen Brüdern, in seiner Diözese.

1933 holte der Apostolische Vikar den Orden der Barmherzigen Brüder von Maria Hilf, aus Trier in seine Diözese, um dort Krankenpflege zu betreiben und zu lehren. Diesbezüglich findet sich ein eigenhändiger Bericht Bischof Buddenbrocks in der Zeitschrift Die Katholischen Missionen (3/1934), dem Organ des Päpstlichen Werkes der Glaubensverbreitung in den Ländern deutscher Zunge.

### Erzbischof von Lanzhou
Mit Datum vom 11. April 1946 wurde das Apostolische Vikariat Lanchowfu zum regulären Erzbistum erhoben und Monsignore Buddenbrock erhielt den Rang eines Erzbischofs. Unter der kommunistischen Herrschaft musste er in den 1950er Jahren seine Diözese und China verlassen. Das Erzbistum ist seither vakant und konnte nicht mehr besetzt werden.
Erzbischof Buddenbrock kehrte in seine Heimatdiözese Münster zurück und betätigte sich dort in der Seelsorge. Er starb 1959 in Süchteln.

## Auszeichnungen und Ehrungen
- 1953 wurde Theodor Buddenbrock mit dem Großen Bundesverdienstkreuz ausgezeichnet.
- In seinem Heimatdorf Lippramsdorf ist die Erzbischof-Buddenbrock-Straße nach ihm benannt.

## Veröffentlichungen
- Im chinesischen Gefängnis. In: Steyler Missionsbote 39:2 (Nov. 1911) 28–30.
- Brennende Fragen in Schansien. Von P. Theodor Buddenbrock, Missionar in Süd-Schantung. In: Steyler Missionsbote 39:3 (Dez. 1911) 40–41.
- Die Erdbeben-Katastrophe von Liangchow, Kansu-China, 23. Mai 1927. Von Msgr. Theodor Buddenbrook, Apostol. Vikar von Lanchow, Missionsdruckerei Steyl, Post Kaldenkirchen 1927. 32 S.
- Manuale in usum Missionariorum, Vicariatus Apostolici de Lanchow. Herausgegeben vom Apostolischen Vikar Theodor Buddenbrock SVD. Ex typis Missionis catholicae Yenchowfu 1933, Shantung, 292 S.
- Kinderpredigt mit Foto Buddenbrocks, in der Festschrift zum Deutschen Katholikentag 1930, in Münster, S. 328–329, 367.
- Die Barmherzigen Brüder von Trier in China. Bericht Bischof Buddenbrocks über die Ansiedlung der Barmherzigen Brüder in seinem Missionsgebiet (mit Bild). In: Die Katholischen Missionen (3/1934), Organ des Päpstlichen Werkes der Glaubensverbreitung in den Ländern deutscher Zunge.
- Jahresbericht des Apost. Vikars von Lanchow, Kansu. In: Steyler Missionsbote 66 (1938–39) 113–117.
- Ostergruss aus Kansu. In: Steyler Missionsbote 67 (1939/40) 141–143.